# Дренов
Дрено̀в е село в Северна България. То се намира в Община Ловеч, област Ловеч.

## География
Селото се намира в хълмиста област, в долината на полупресъхнала река, на 24 km. североизточно от гр. Ловеч.

## История
Предполага се, че е основано през 18 век от овчари българи и турци, аргатуващи в съседните големи села. Преди и след Освобождението през 1878 г. те живеят в религиозна търпимост.
В околностите на селото преди много години са открити основи на каменни постройки. При разкопаването им са намерени много старинни монети от тракийско и римско време.

## Население
Численост и дял на етническите групи според преброяването на населението през 2011 г.:
Има българи, турци и цигани в селото. Кой като какъв се самоопределя не е от реално статистическо значение. Просто погледнете с гугъл мапс снимки в селото и ще разберете и сами.
|                     | Численост | Дял (в %) |
| Общо                | 302       | 100,00    |
| Българи             | 239       | 92,38     |
| Турци               | 0         | 0,00      |
| Цигани              | 0         | 0,00      |
| Други               | 0         | 0,00      |
| Не се самоопределят | 16        | 5,29      |
| Неотговорили        | 6         | 1,98      |

## Религии
Православно село с една малка църква. Населението му не е много религиозно, но се честват всички религиозни празници.

## Обществени институции
Първото училище е открито през 1863 г. Многократно е преустройвано и доизграждано. Запустява поради обезлюдяване на селото.
Кметове на с. Дренов от Освобождението до 9 септември 1944 г.
1.	Митю Христов-Даскала от 1876 г.-1894 г.
2.	Атанас Крачунов Конов от 1894 г. -1898 г.
- за периода от 1898 до 1908 г. кметове са били: Хинко Влайков Чапанов, Марин Нанов, Колю Нанов и Торню Генов
3.	Хито Иванов Макавеев-Джоана 1908 г.
4.	Стоян Денчев-Тонката – 1909 г.
5.	Петко Генов Пелтеков-1910 г.-1911 г.
6.	Йордан Илиев-Доктора-1911 г. – 1914 г.
7.	Петко Генов Пелтеков-1914 г.-1918 г.
8.	Русан Крачунов Конов-Софика 1918 г.-1919 г.
9.	Митю Петков Русанов – 1920 г.-1921 г.
10.	Стоян Пелтеков-Течето – 1922 г.-1923 г.
11.	Иван Цвятков-Шумата от юни 1923 г.-1925 г.
12.	Иван Стоянов-Барона – 1925 г.
13.	Матея Русанов -1925 г. – 1928 г.
14.	Марин Митов 1928 г.
15.	Хинко Влайков Чапанов
16.	Русан Денчев Пеев – 1929 г. – 1931 г.
17.	Борис Митев Шишков – 1931 г.
18.	Нанко Колев
19.	Матея Русанов
20.	Стоян Атанасов Конов – 1934 г.
21.	Петко Генов – 1941 г.-1942 г.
22.	Бою Цоков Дянков – 1942 г.-1943 г.
23.	Слави Александров и Георги Цалов Лалов до 09.09.1944 г.

## Културни и природни забележителности
По-известни родове са Чапанята, Бързилите, Караивановският, Комитите, Дочевите, Сяровите, Начевите, Караконите, Гранчарите Камбурите и др.
На няколко километра източно от селото се намира любимата гора на Тодор Живков известна като Шумата.

## Редовни събития
с. Дренов – исторически бележки Дечо Димитров 1988 г.

## Кухня
Преди всичко вегетарианска. Месо само за Коледа и Георгьовден.